# Modřejka
Modřejka je pravostranný přítok Hrádeckého potoka v okrese Příbram ve Středočeském kraji. Délka toku činí 5,4 km. Plocha povodí měří 6,7 km².

## Průběh toku
Potok vytéká z malého rybníka na západním okraji Modřovic v nadmořské výšce okolo 550 m. Kromě výše zmíněné vodní plochy napájí v obci ještě Hrádecký rybník a další bezejmenný rybník níže po proudu. Po celé své délce teče napřímeným korytem mezi poli převážně jihovýchodním směrem. Pod Modřovicemi se na toku nachází další rybník, který je nazýván Postodolský rybník. Zhruba na čtvrtém říčním kilometru zadržuje vody potoka Nový rybník. Po jeho hrázi je vedena silnice spojující Modřovice s Chrástem. Po několika dalších stech metrem přijímá Modřejka zleva krátký přítok od Mýtského rybníka. Na dolním toku protéká Tochovicemi, kde napájí rybník Pančák v zámeckém parku. Na jihovýchodním okraji obce podtéká železniční trať č. 200 a po několika dalších desítkách metrech těleso zaniklé  vlečky Tochovice–Orlík. Do Hrádeckého potoka se vlévá na 8,5 říčním kilometru, jihovýchodně od Tochovic, v nadmořské výšce okolo 475 m.

### Větší přítoky
Potok nemá žádné větší přítoky.